# Borregos Salvajes

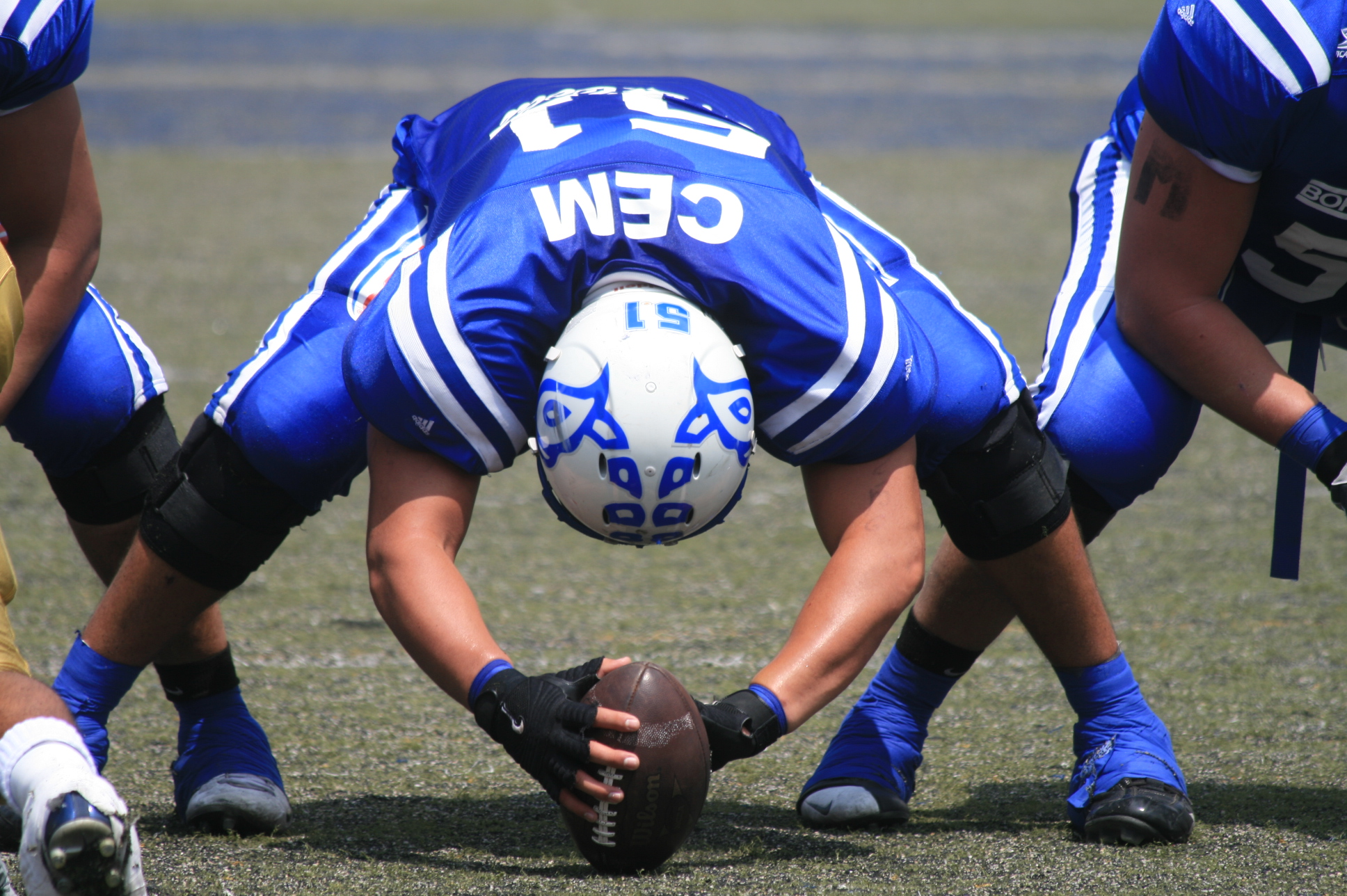
Integrante del equipo de football americano 'Borregos Salvajes', del Instituto Tecnológico de Monterrey

Borregos Salvajes es la denominación por la que se conocen los equipos deportivos del Instituto Tecnológico y de Estudios Superiores de Monterrey. Es de notar que el nombre "Salvajes" es exclusivo del equipo de fútbol americano del TEC de Monterrey. 

## Mascota
Con el nacimiento del fútbol americano del Tecnológico de Monterrey en 1945, nació la mascota institucional que a lo largo de 80 años ha sido su emblema. El borrego es una especie típica de la zona, y fue rumbo a un partido de fútbol americano que los jugadores del equipo se toparon con uno en el vado del río Santa Catarina, y teniendo el interés de llevar una mascota al encuentro decidieron adquirirlo. Desde ese entonces, convirtiéndose en el mote o apodo de la comunidad que integra la familia Tec, por su tenacidad.
Los Borregos rápidamente ganaron el reconocimiento de la comunidad regiomontana, que siempre ha visto en ellos un digno representante de la sociedad neolonesa. Una vez adoptados por la ciudad, los Borregos pusieron su meta en alcanzar la cima, y con varios Campeonatos Nacionales en diferentes disciplinas deportivas lo hicieron. En 1971, regresa a Monterrey un exjugador para convertirse en el nuevo Head Coach del equipo de fútbol americano, Gustavo Zavaleta. El mismo Coach Zavaleta decidió que no estaba de más agregarle el adjetivo de Salvajes al mote de Borregos, ya que veía en la forma de vida de este noble pero fuerte animal, muchas similitudes con lo que tenía en sus muchachos.
El Borrego Salvaje símbolo de esfuerzo, fortaleza y nobleza, el cual durante 66 años ha sido parte de la cultura regia, y ha llevado el fútbol americano de México a distintas generaciones y distintos rincones del país. Manteniendo aún su interés por convivir con la comunidad, y animar a todos los que asisten a cada uno de los partidos de los Borregos Salvajes. A su vez no deja de estar presente en actividades de apoyo a la comunidad, principalmente compartiendo con la niñez, y con aquellos que más necesitan de alegría y bondad.
La presencia del Borrego en las quemas dentro del campus, en el salto del equipo al campo al salir del túnel, en la pista y en las gradas del estadio Tec son imágenes reconocidas por cualquiera que haya asistido a un partido de los Borregos Salvajes o sea parte de la comunidad Tec.
El Borrego cuenta con una agenda de actividades que se extiende de enero a diciembre de cada año, y recibe invitaciones para presentarse en distintos lugares del estado de Nuevo León. Estando anteriormente en lugares como García, conviviendo con la comunidad de El Polvorín, en parques con los niños de la Alianza Anti-cáncer Infantil, en el estadio Tecnológico con sus invitados del club infantil Borregos Salvajes de Monclova, Coahuila, y en campamentos para niños y niñas con necesidades especiales en el campus Monterrey, solo por mencionar algunas.

## Deportes y Otras Actividades
El ITESM se caracteriza por la extensión de sus actividades en las cuales los alumnos, profesores y trabajadores pueden participar. Entre ellas se encuentran:
- Fútbol americano
- Béisbol
- Rugby
- Fútbol
- Voleibol
- Natación
- Baloncesto
- Tiro Al Blanco
- Softbol
- Tenis
- Tae Kwon Do
- Atletismo
- Karate
- Boxeo
- Judo
- Sanda
- Aikidō
- Kendo
- Yoga
- Escalada

## Fútbol Americano
El deporte más representativo en los campus del Tecnológico de Monterrey es sin duda el fútbol americano. Los equipos de los Campus Puebla, Guadalajara, Monterrey, México y Toluca ocupan cada uno un lugar en el Campeonato de la CONADEIP, máximo campeonato de fútbol americano de México. 
Los éxitos en la liga de la ONEFA fueron múltiples, especialmente en los Campus Estado de México y Monterrey. Así, los campeonatos de los últimos nueve años que estuvieron en esa liga,fueron ganados por alguno de estas dos universidades. 
A pesar del éxito obtenido en los últimos años por los equipos del Tecnológico de Monterrey, las escuadras carecen de una historia comparable con los equipos de la UNAM o IPN, que llevan muchos años en la liga (desde su fundación, en los años treinta, mientras que el ITESM se incorporó en 1986).
Es de notar que los equipos de voleibol ganan más campeonatos que los partidos que ganan en el fútbol americano, por tener estos una temporada más larga durante todo el año. 

### Campus Monterrey
Considerado como el mejor equipo de la ONEFA de los recientes años, gracias a su exitoso sistema de reclutamiento de los jugadores de mayor talento de otras universidades, ha asistido de forma ininterrumpida a las últimas 13 finales de la liga, ganando 9 (1998, 1999, 2001, 2002, 2004, 2005, 2006, 2007, 2008), los últimos 5 de forma consecutiva (2004-2008), logrando de esta forma ser el segundo equipo en conseguir un penta campeonato en la Liga Mayor al lado de los Pumas CU. El equipo sostiene una gran rivalidad con el equipo de la Universidad Autónoma de Nuevo León, los Auténticos Tigres. Así mismo comparte una acérrima rivalidad con la Universidad de las Américas Puebla, UDLAP, jugando finales de la CONADEIP en 2010, 2012, 2013, 2015 y 2016. Los Borregos han ganado la CONADEIP en 2011 (contra los Borregos CEM), 2012 y 2015. 
El Estadio Borregos es la casa del equipo de este campus, y tiene una capacidad superior a los 10,000 asientos.

### Borregos México (Ciudad de México, Santa Fe y Estado de México)
En el 2015 el Instituto Tecnológico y de Estudios Superiores de Monterrey decidió unificar sus programas de fútbol americano universitario dentro de la Ciudad de México y área Metropolitana, para ser más competitivos, llamándolos así Borregos México. Es decir, fusionaron los equipos del Campus Estado de México, Campus Ciudad de México y Campus Santa Fe. Su casa es el Corral de Plástico, ubicado en el Campus Estado de México. Con capacidad de 15,000 lugares, fue el primer estadio en México en tener pasto artificial, por lo que se le conoce como el Corral de Plástico. 

### Campus Toluca
El Campus Toluca obtuvo en 1997 el Campeonato de la Conferencia Nacional. Es el equipo con mayor éxito del ITESM después del Monterrey y CEM. En 2017 se alzaron con el título de Campeón de Campeones, representando a la CONADEIP al ser el campeón de esta liga, y derrotando al campeón de ONEFA Pumas de CU en la Congeladora, casa de los Borregos Toluca. Posteriormente, en 2018 obtuvieron el bicampeonato en la CONADEIP al vencer a los Borregos Monterrey con un marcador de 28-21 a favor de Toluca.

## Alumnos y exalumnos en Pekín 2008
Es la institución universitaria que mayor número de atletas aportó a la delegación mexicana de los Juegos Olímpicos Pekín 2008, 4 alumnos y 4 egresados de la institución asistieron a la cita olímpica. Estos fueron:
Alumnos:
- Jashia Luna, clavados.
- Arturo Martínez, judo.
- Patrik Loliger, remo.
- Oscar Soto, pentatlón.

Exalumnos:
- Roberto José Elías Orozco, tiro deportivo.
- Francisco Serrano Plowells, triatlón.
- Alberto Michán Halbinger, equitación.
- Imelda Martínez, natación.